# カートゥーン・ヒーローズ
「カートゥーン・ヒーローズ」（英: Cartoon Heroes）は、デンマーク系ノルウェー人ダンスポップグループ、アクアのスタジオ・アルバム『アクエリアス』の収録曲。2000年1月1日には、世界中のラジオ局へ向けて配信されている。

## 概要
前作から14か月ぶりの新曲。漫画の主人公について歌った楽曲。1997年発売の「愛しのバービー・ガール」に次ぐ商業的成功を収め、10か国でトップ10入りを果たした。特にデンマークでは、2000年の年間売上第1位（3万2765枚）を記録した。
日本では、2000年2月度のFM大阪のパワープレイに選出され、松嶋奈々子出演キリンビバレッジ「生茶」のCMソングとして各メディアで放映された。

## 収録曲
CDマキシシングル - ヨーロッパ（2000年）
1. 「カートゥーン・ヒーローズ」（ラジオ・エディット） - 3:38
2. 「カートゥーン・ヒーローズ」（メトロズ・ザッツ・オール・フォークス・リミックス） - 6:22
3. 「カートゥーン・ヒーローズ」（ハンペンバーグ・リミックス） - 5:41
4. 「カートゥーン・ヒーローズ」（ジュニアズ・プレーグラウンド・ミックス） - 7:53
5. 「カートゥーン・ヒーローズ」（E-ライト・エクステンデッド・リミックス） - 9:09

CDマキシシングル - 日本（2000年2月2日、ユニバーサルミュージック MVCE-9019）
1. 「カートゥーン・ヒーローズ」（ラジオ・エディット）
2. 「カートゥーン・ヒーローズ」（ラヴ・トゥ・インフィニティ・クラシック・ラジオ・ミックス）

## チャート・認定

### チャート
| チャート（2000年）                    | 最高位 |
| ------------------------------------- | ------ |
| オーストラリア(ARIA)                  | 16     |
| オーストリア(Ö3 Austria Top 40)       | 6      |
| ベルギー(Ultratop 50 Flanders)        | 5      |
| ベルギー(Ultratop 40 Wallonia)        | 7      |
| カナダ(Nielsen SoundScan)             | 2      |
| デンマーク(IFPI)                      | 1      |
| フィンランド(Suomen virallinen lista) | 9      |
| フランス(SNEP)                        | 40     |
| ドイツ(Media Control Charts)          | 13     |
| アイルランド(IRMA)                    | 10     |
| イタリア(FIMI)                        | 1      |
| オランダ(Mega Top 100)                | 35     |
| ニュージーランド(RIANZ)               | 5      |
| ノルウェー(VG-lista)                  | 1      |
| スペイン(AFYVE)                       | 1      |
| スウェーデン(Sverigetopplistan)       | 2      |
| スイス(Schweizer Hitparade)           | 11     |
| イギリス(The Official Charts Company) | 7      |

### 認定
| 国/地域                  | 認定     | 認定/売上数 |
| ------------------------ | -------- | ----------- |
| スウェーデン (GLF)       | Platinum | 30,000^     |
| * 認定のみに基づく売上数 |          |             |

## カバー
- 鈴木蘭々（2019年） - 曲名は「ビュリホー ビュリホー」[21][22]